# Dozvuk
Doba dozvuku je čas, za který zvukový impulz klesne o 60 dB vůči šumu. Je určován rychlostí, za kterou se akustická energie vytratí z určitého prostoru. Tento děj se nazývá doznívání a závisí přímo na charakteru prostoru, v němž je dozvuk pozorován.
Doba dozvuku udává čas, za který poklesne amplituda doznívajícího zvuku o 60 dB.

## Význam doby dozvuku
Doba dozvuku je hlavní parametr akustiky místnosti a naprosto zásadně ovlivňuje kvalitu poslechu. Protože délka určuje, jak dlouho se zvuk odráží (difuzní pole) v místnosti a tedy je ještě srozumitelný.
Tabulkové hodnoty doby dozvuku:
- řeč 500 ms
- kinosály 750 ms

Varhanní hudba přes 10 s zní mohutně, což je často viditelný jev na barokních hradech a zámcích – malá kapela je v prostoru s vysokou dobou dozvuku považována za podstatně větší soubor

## Měření doby dozvuku
Jelikož pokles o 60 dB vůči šumu může být těžko zaznamenatelný, provádí se měření poklesu o 20/30 dB a výsledek se znásobí 3/2T.

## Další významy dozvuku
Slovo dozvuk se také používá jako označení následku jisté události (např. dozvuky války).
Doba dozvuku je reverzní pojem k době názvuku